# EHB
EHB (ang. Extra Half-Brite) – sposób interpretacji pamięci ekranu w komputerach Amiga, pozwalający ominąć sprzętowe ograniczenie rozmiarów indeksu palety kolorów.
Układy graficzne OCS i ECS mogą obsłużyć do sześciu bitplanów (do 6 bitów na piksel), czyli teoretycznie do 64 kolorów, ale paleta kolorów może być co najwyżej pięciobitowa (32 kolory; w AGA to ograniczenie nie występuje). Tryb EHB pozwala na wykorzystanie szóstego bitu jako sterującego – jego ustawienie (wartość 1) powoduje zmniejszenie jasności piksela o połowę, dając możliwość użycia 64 kolorów (w rzeczywistości 32, każdy w dwóch odcieniach).